# The Ray Pacino Ensemble
The Ray Pacino Ensemble (också kända som Johannes Nilsson) var en Järnabaserad bluegrassgrupp som bildades i slutet av 1980-talet och höll på ett femtontal år. Medlemmarna har varit många och olika, Johannes Nilsson och Leo Brage är alltjämt namn som förknippas med bandet. Soundet kan beskrivas som knarkig country med ordlöst vrålande. Tidvis har de legat närmre tradjazz.

## Diskografi (urval)
Album
- Roldnika (1999)
- Be My Lonely Night (2005)
- Be My Lonely Night / Golden Greats Format (2007)
- TRPE